# Johannes Pietsch
Johannes Pietsch, cunoscut și ca JJ, (n. 29 aprilie 2001, Viena, Austria) este un cântăreț austriac.

## Biografie
Pietsch s-a născut la Viena dintr-un tatăl, specialist IT austriac și o mamă bucătăreasă filipineză și a crescut în Dubai, unde a făcut cunoștință cu muzica pop prin intermediul petrecerilor de karaoke cu familia sa și cu opera prin intermediul tatălui său. Ambele au influențat stilul său actual de pop-operă. În 2016, familia s-a întors în Austria.

## Carieră
În 2020, a luat parte la cea de-a noua serie The Voice UK, după ce a ratat termenul limită pentru The Voice of Germany. El a avansat la Knockouts cu ajutorul antrenorului său will.i.am. În anul următor, a luat parte la cel de-al cincilea sezon Starmania, unde a ajuns la primul show final. De asemenea, urmează Universitatea de Muzică și Arte din Viena⁠(d), după ce a absolvit Opera de Stat din Viena.
La 30 ianuarie 2025, piesa „Wasted Love” interpretată de Pietsch, sub numele de scenă JJ, a fost anunțată de ORF ca fiind propunerea Austriei pentru Concursul Muzical Eurovision 2025 în cadrul emisiunii radio Ö3-Wecker, difuzată pe Ö3. Wasted Love a fost scrisă în colaborare de JJ, reprezentanta Austriei în 2023, Teodora Špirić și Thomas Thurner, și a fost lansată pe 6 martie 2025. A câștigat concursul Eurovision 2025 pe 17 mai 2025 cu piesa „Wasted Love⁠(d)”, acumulând 436 de puncte, pentru că, votul juriului cu 258 de puncte a fost urmat de 176 de puncte din partea televotului.
Stilul muzical al lui Pietsch combină elemente de operă și pop. În calitate de contratenor de tip „soprană”, cu o gamă care atinge înălțimi de soprană înaltă, el explorează ambele genuri printr-o abordare vocală și interpretativă intensă și expresivă.

## Viață personală
Pe lângă limba germană maternă, Pietsch vorbește engleză, franceză și tagalog. Într-un interviu acordat portalului queer.de, Pietsch a declarat că este queer.

## Discografie

### Single
| Titlu         | An   | Poziție | Albume |
| Titlu         | An   | AUT     | Albume |
| ------------- | ---- | ------- | ------ |
| "Wasted Love" | 2025 | 19      |        |